# Odynerus phoenixensis
Odynerus phoenixensis är en stekelart som först beskrevs av Cameron.  Odynerus phoenixensis ingår i släktet lergetingar, och familjen Eumenidae. Inga underarter finns listade i Catalogue of Life.